# 羅恩冰川
羅恩冰川（英語：Rhone Glacier），是南極洲的冰川，位於維多利亞地，由羅伯特·斯科特率領的英國探險隊繪入地圖和命名，現時由南極條約體系管理。